# De Liedekerke

Het wapen van de Liedekerkes

De Liedekerke is een eeuwenoud adellijk huis in de Zuidelijke Nederlanden en vervolgens in het Verenigd Koninkrijk der Nederlanden en in het Koninkrijk België.

## Geschiedenis
De bewezen stamreeks begint met ridder Raas van Herzele die in 1301 een acte ondertekende te Beveren. Zijn zoon was Raas van Herzele gezegd van Liedekerke; nageslacht noemde zich vervolgens alleen nog Van Liedekerke.
- Raas van Liedekerke, heer van Nieuwerkerken (ca. 1421 - 1494/1495) was in 1456 getrouwd met Johanna van Sint-Omaars-Moorbeke. Door zijn huwelijk werd hij heer van Heestert en Zulte. In 1476 trok hij op veldtocht met Karel de Stoute en nam deel aan de Slag bij Montlhéry. In 1477 stelde Maria van Bourgondië hem aan als baljuw van Aalst en van Geraardsbergen. Hij was een zoon van Steven II van Liedekerke (overleden na 1473) en van Helena de Crane.
  - Steven van Liedekerke (voor 1457 - 30 december 1530) was heer van Zulte en Heestert (geërfd van zijn moeder). In 1494 verhief hij nog de heerlijkheden Nieuwerkerken en Kringen. Gedurende twintig jaar was hij officier in dienst van Maximiliaan I van Oostenrijk en Filips de Schone. Vervolgens werd hij burgemeester van het Brugse Vrije en broodmeester van Filips de Schone. In 1507 nam hij weer militaire activiteiten op, in de strijd tegen de Franse koning. Van 1511 tot 1530 was hij burgemeester van Aalst. Van 1526 tot aan zijn dood was hij baljuw van de stad en het Land van Aalst en Geraardsbergen. In 1514 werd hij door de jonge Karel V tot ridder geslagen en werd hij kamerheer en raadsheer aan het hof. Hij was getrouwd met Florentina Wielant, dochter van de rechtsgeleerde Filips Wielant.
  - Jan van Liedekerke (ca.1458 - 4 februari 1519) was heer van Denderhoutem. In 1506 verwierf hij de tol van Oudenburg en het Hof van Vladslo. Hij was tussen 1494 en 1519 vaak schepen en burgemeester van het Brugse Vrije. Hij trouwde met Johanna de la Douve (overleden 1516), vrouwe van Nieuwkerke en in tweede huwelijk met Anna Raenlenders. Hij werd begraven naast zijn eerste echtgenote in de kapel van Onze-Lieve-Vrouw van de Zeven Weeën in de Sint-Salvatorskerk, Brugge.
  - Antoon van Liedekerke (ca.1460 - 1537/1538) was heer van Moerbeke en kocht talrijke gronden in Overboelare, Nederboelare en Meetkerke. Hij trouwde met Antonia Bernaerts (overleden 1540).
  - Gerard van Liedekerke (ca.1460 - voor 1540) was priester van het bisdom Doornik, kanunnik van de Sint-Hermeskerk in Ronse. Hij bezat daarnaast nog verschillende kerkelijke prebenden en beneficiën.

In de zeventiende eeuw werden Liedekerkes van de titel graaf voorzien. Sommigen onder hen namen zitting in de Tweede stand van de provincie Namen.
Zoals alle edelen verloren de leden van de familie de Liedekerke hun adellijke status in 1795, na de aanhechting van de Zuidelijke Nederlanden bij Frankrijk. In 1816, ten tijde van het Verenigd Koninkrijk der Nederlanden, namen vier leden van de familie de adelstand weer op, voor hen en hun afstammelingen. Het ging om vier broers.
De eerste, Gerard, was een zoon van graaf Jacques-Ignace de Liedekerke, baron van Celles, burgemeester van Maastricht, en van barones Anne de Méan, vrouwe van Pailhe. De drie andere, Ferdinand-Hilarion, Charles-Alexandre en Hyacinthe-Ferdinand, waren zoons van dezelfde Jacques-Ignace en van zijn tweede vrouw, barones Marie-Robertine de Beaufort.

## Gérard de Liedekerke

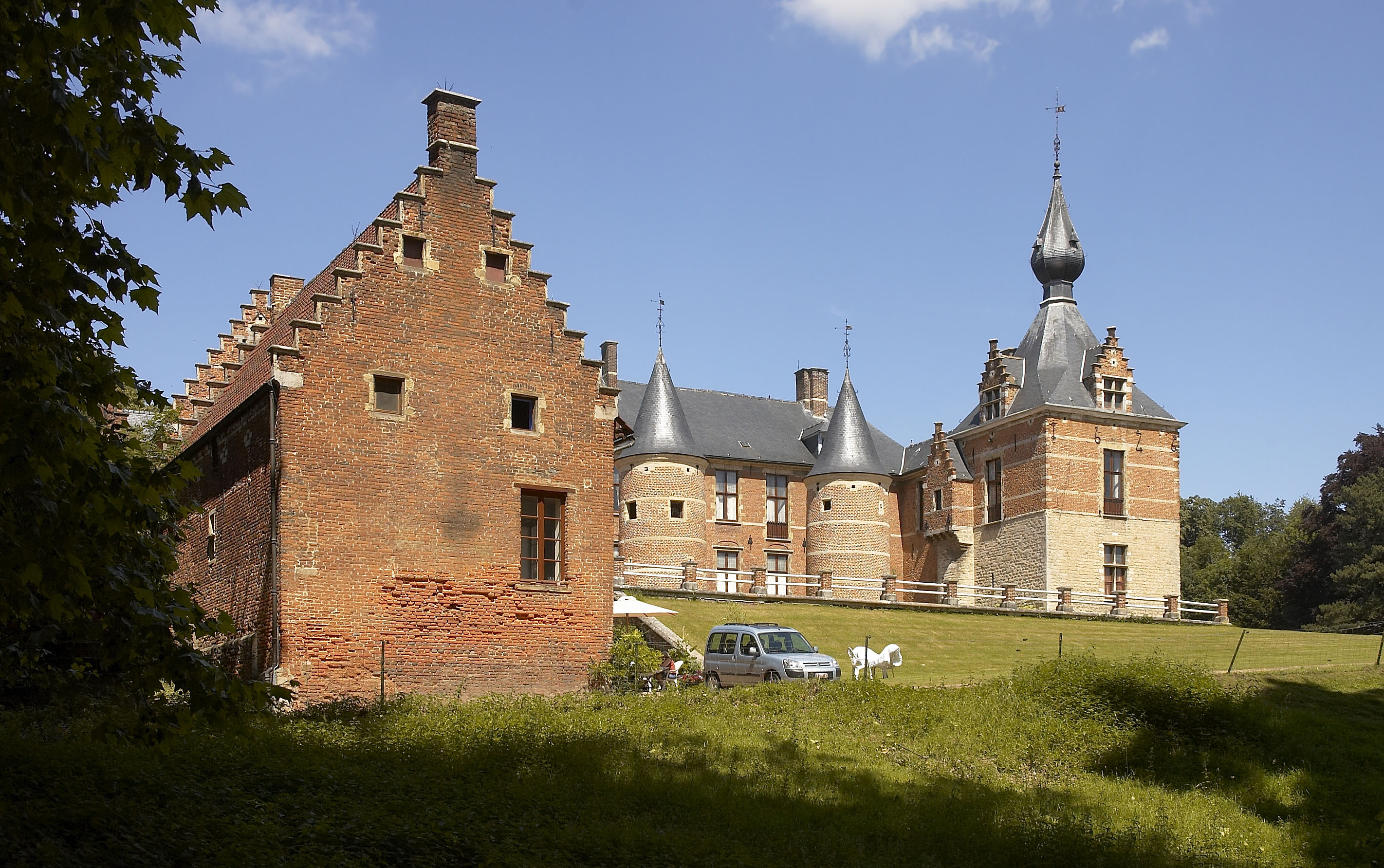
Kasteel van Leefdaal

- Assuère Gérard Louis Jacques Ignace de Liedekerke (Luik, 12 mei 1750 - Pailhe, 23 december 1827) was onder het ancien régime heer van Pailhe. Hij trouwde in 1775 met Lucie de Brouchoven de Bergeyck (1756-1818). Ze hadden zeven kinderen, onder wie drie zoons die voor afstammelingen zorgden. Een zoon en drie dochters bleven ongehuwd. In 1816 werd hij erkend in de erfelijke adel met de titel graaf, overdraagbaar op alle afstammelingen en met benoeming in de Ridderschap van de provincie Namen. Hij werd ook lid van de Provinciale Staten van Namen.
  - Honoré Florent Joseph de Liedekerke (1781-1861), burgemeester van Pailhe, trouwde met Adelaïde de Clermont-Mont-Saint-Jean (1806-1857). Ze hadden een zoon en een dochter.
    - Arthur de Liedekerke (1840-1910) trouwde met Félicité de Gontaut Biron (1852-1941), met een talrijk nageslacht tot heden.

  - Bernard Jacques, genaamd James de Liedekerke (1783-1862), burgemeester van Pailhe, trouwde met Charlotte de Godin (1808-1895), met nageslacht tot heden.
    - Edouard de Liedekerke (1831-1913), burgemeester van Pailhe, trouwde met Jeanne Ferrière Le Vayer (1847-1923).
      - Pierre de Liedekerke de Pailhe (1869-1913), minister van Landbouw en van Economische Zaken, trouwde met gravin Marie-Thérèse de Hemricourt de Grunne (1878-1961), met nageslacht tot heden.

    - Emile de Liedekerke de Pailhe (1832-1920) trouwde met Anne van de Woestyne (1843-1892), met talrijk nageslacht tot heden.

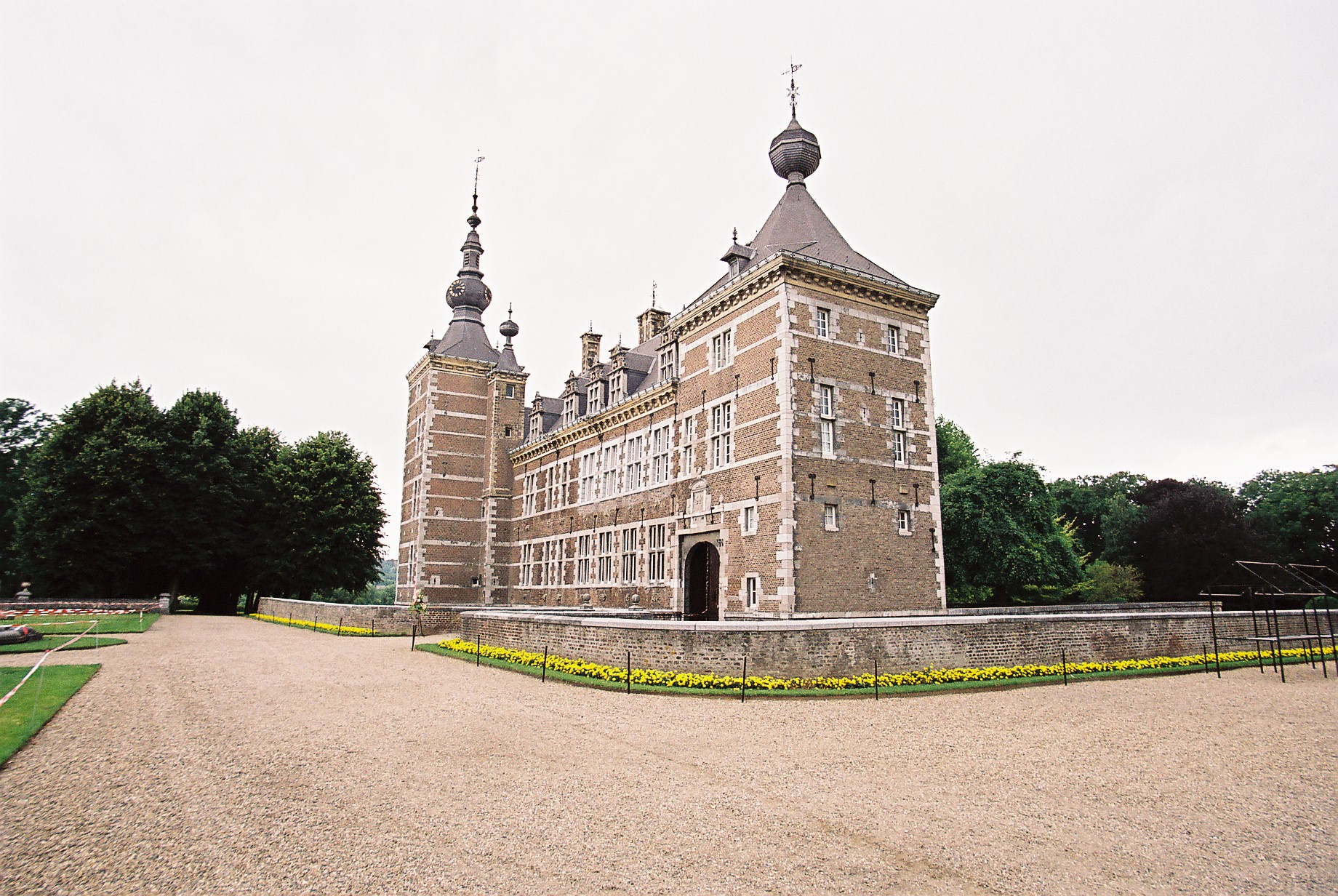
Kasteel van Eysden, Nederland

## FerdinandHilarionde Liedekerke Beaufort
- Marie Ferdinand Hilarion de Liedekerke Beaufort (Horion-Hozémont, 17 juni 1762 - Celles, 12 oktober 1841) trouwde in 1788 met Julie Desandrouin (1769-1839). In 1816 werd hij in de erfelijke adel erkend met de titel graaf en benoeming in de Ridderschap van de provincie Namen. Pas in 1912 werd een koninklijk besluit getroffen waarbij de titel graaf overdraagbaar werd op alle afstammelingen. Onder het ancien régime werd hij page van de graaf van Provence en officier. Onder het Verenigd Koninkrijk der Nederlanden werd hij inspecteur-generaal van Waters en Bossen, lid van de Provinciale Staten van Namen, lid van de Eerste Kamer der Staten-Generaal, hofmaarschalk en inspecteur van de koninklijke gebouwen.
  - Auguste de Liedekerke Beaufort (1789-1855) was in de Franse tijd prefect van de Somme. Onder het Verenigd Koninkrijk der Nederlanden was hij ambassadeur in Zwitserland. Onder het koninkrijk België was hij gevolmachtigd minister in Rome. Hij trouwde met Charlotte de la Tour du Pin Gouvernet (1796-1822) en trad in tweede huwelijk met Jeanne de Muratori.
    - Hadelin de Liedekerke Beaufort (1816-1890) was Belgisch volksvertegenwoordiger. Hij heeft nageslacht tot heden.

## Charles Alexandre de Liedekerke Beaufort
Charles Alexandre Joseph de Liedekerke Beaufort (Horion-Hozémont, 26 juli 1764 - Jambes, 26 april 1846) was een zoon van Jacques-Ignace de Liedekerke en gravin Marie-Robertine de Beaufort.
In 1816 werd hij erkend in de erfelijke adel met de titel graaf overdraagbaar op alle afstammelingen en benoeming in de Ridderschap van de provincie Namen. In 1819 werd hij ingelijfd in de Ridderschap van de provincie Luik.
Hij werd gemeenteraadslid van Luik, lid van de Provinciale Staten van Luik, curator van de Rijksuniversiteit Luik, kamerheer van koning Willem I, raadsheer bij de Raad van State, voorzitter van de Ridderschap in de provincie Luik en gouverneur van de provincie Luik.
Hij trouwde in 1808 met barones Félicité de Tornaco (1775-1846), weduwe van François-Hilarion de Jacquier de Rosée. Ze hadden drie dochters en een zoon die ongehuwd bleef. De familietak doofde uit in 1890.

## Hyacinthe de Liedekerke
Hyacinthe Ferdinand François Joseph de Liedekerke was de derde zoon van graaf Jacques-Ignace de Liedekerke en die zijn tweede vrouw, gravin Marie-Robertine de Beaufort.
In 1816 werd hij erkend in de erfelijke adel met de titel graaf overdraagbaar op alle afstammelingen en benoeming in de Ridderschap van de provincie Luik. Hij werd lid van de Provinciale Staten van Luik. In 1823 werd hij ingelijfd in de Ridderschap van de provincie Limburg.
Hij trouwde in 1812 met barones Arnoldine de Tornaco (1768-1812). Nadat ze kinderloos was overleden, trouwde hij in 1813 met Joséphine de Massen (1785-1843). Ze hadden vier dochters van wie er drie trouwden en drie zoons die ongehuwd bleven. De familietak doofde uit in 1849.

## Burgemeesters
Heel wat Liedekerkes werden burgemeester van de gemeente waar ze verbleven. Onder hen:
- Honoré de Liedekerke (1781-1861), burgemeester van Pailhe.
- Bernard-Jacques de Liedekerke (1783-1862), burgemeester van Pailhe.
- Edouard de Liedekerke (1831-1913), burgemeester van Pailhe.
- Pierre de Liedekerke (1869-1943), burgemeester van Jehay-Bodegnée.
- Gaston de Liedekerke (1872-1958), burgemeester van Sart-Bernard.
- Alain de Liedekerke de Pailhe Merillon (1927- ), burgemeester van Pailhe; trouwde met Anne gravin de Liedekerke de Pailhe (1933-2017).
- Florimond de Liedekerke (1865-1945), burgemeester van Pailhe.
- André de Liedekerke de Pailhe (1894-1962), burgemeester van Eghezée.
- Emmanuel de Liedekerke (1898-1963), burgemeester van Pailhe.
- Hadelin de Liedekerke Beaufort (1816-1890), burgemeester van Celles bij Dinant.
- Rasse René de Liedekerke (1906-1995), burgemeester van Duras.

## Voor het vaderland
Tijdens de Eerste Wereldoorlog sneuvelden:
- Aymar de Liedekerke (1888 - Verdun, 1916).
- Jean de Liedekerke (1897 - Rusland, 22 juli 1917)

Tijdens de Tweede Wereldoorlog betaalde de familie de Liedekerke een zware tol:
- James de Liedekerke (°1922) trad toe tot het Verzet en sneuvelde op 3 september 1944 in Alle-sur-Semois.
- Raphaël de Liedekerke (°1903), bewoner van het kasteel van Eysden (Nederland), werd voor verzetsdaden ter dood veroordeeld en op Fort bij Rijnauwen in Utrecht terechtgesteld op 9 oktober 1943. Ook zijn echtgenote werd langdurig gevangen gehouden.
- Baudouin de Liedekerke de Pailhe (°1901), overleed op 7 april 1945, tijdens de evacuatie van het kamp Durga naar het kamp Bergen-Belsen.
- Guillaume de Liedekerke de Pailhe (°1900), getrouwd met barones Hélène de Fierlant Dormer (1907-1978), verdween (overleed) tijdens de evacuatie van de concentratiekampen, in april 1945. Van hem zijn er afstammelingen tot heden.

Verder nog:
- Raoul de Liedekerke (1882-1981) was oorlogsvrijwilliger in 1914-1918. Hij was kabinetsmedewerker van koning Albert I. Hij was getrouwd met gravin Marie de Hemricourt de Grunne (1877-1968). Hij kreeg een legendarische reputatie, vanwege zijn vastberadenheid en verzet in de gevangenis tijdens 1940-1945.
  - Philippe de Liedekerke (1915-1997) werd driemaal als geheim agent in België gedropt. Hij werd na de oorlog Belgisch ambassadeur. Met afstammelingen tot heden.[1]
  - Arnoud de Liedekerke (1913-1982) hielp Philippe tijdens zijn verzetsopdrachten in België. Hij werd priester en kluizenaar.

## Sport
- Lara de Liedekerke (1988) is een eventing ruiter.